# Mirsk
Mirsk (Duits: Friedeberg am Queis) is een stad in het Poolse woiwodschap Neder-Silezië, gelegen in de powiat Lwówecki. De oppervlakte bedraagt 14,65 km², het inwonertal 4200 (2005).

## Verkeer en vervoer
- Station Mirsk

## Geboren
- Helga Paetzold (1933-1990), weefkunstenares